# Junioren-Badmintonasienmeisterschaft 2010
Die Junioren-Badmintonasienmeisterschaft 2010 fand vom 24. bis 28. März 2010 in Kuala Lumpur, Malaysia, statt.

## Austragungsort
- Stadium Juara

## Medaillengewinner
| Disziplin            | Gold | Silber | Bronze |
| -------------------- | --- | --- | --- |
| Herreneinzel         | Huang Yuxiang | Loh Wei Sheng | Zulfadli Zulkiffli |
| Herreneinzel         | Huang Yuxiang | Loh Wei Sheng | Evert Sukamta |
| Dameneinzel          | Suo Di | Sapsiree Taerattanachai | Geng Jian |
| Dameneinzel          | Suo Di | Sapsiree Taerattanachai | Deng Xuan |
| Herrendoppel         | Kang Ji-wook Choi Seung-il | Yew Hong Kheng Ow Yao Han | Teo Ee Yi Nelson Heg Wei Keat |
| Herrendoppel         | Kang Ji-wook Choi Seung-il | Yew Hong Kheng Ow Yao Han | Jones Ralfy Jansen Dandi Prabudita |
| Damendoppel          | Tang Jinhua Xia Huan | Ou Dongni Bao Yixin | Yang Li Lian Sonia Cheah Su Ya |
| Damendoppel          | Tang Jinhua Xia Huan | Ou Dongni Bao Yixin | Ratchanok Intanon Pijitjan Wangpaiboonkit |
| Mixed                | Liu Cheng Bao Yixin | Ow Yao Han Lai Pei Jing | Pisit Poodchalat Lam Narissapat |
| Mixed                | Liu Cheng Bao Yixin | Ow Yao Han Lai Pei Jing | Ricky Karanda Suwardi Della Destiara Haris |
| Gemischte Mannschaft | Volksrepublik China Cai Ruiqing Chen Zhoufu Huang Yuxiang Li Gen Liu Cheng Liu Kai Song Ziwei Wang Tianyang Bao Yixin Deng Xuan Ou Dongni Suo Di Tang Jinhua Wang Yini Xia Huan Xiao Ting | Malaysia Nelson Heg Wei Keat Lim Yu Sheng Loh Wei Sheng Ow Yao Han Tan Wee Tat Teo Ee Yi Yew Hong Kheng Zulfadli Zulkiffli Sonia Cheah Su Ya Chow Mei Kuan Lai Pei Jing Shevon Jamie Lai Lee Meng Yean Lim Yin Fun Ng Sin Er Yang Li Lian | Indonesien Nur Wahid Ardianto Hermansah Jones Ralfy Jansen Ricky Karanda Suwardi Dandi Prabudita Ericson Rusdianto Riyanto Subagja Evert Sukamta Suci Rizky Andini Della Destiara Haris Gebby Ristiyani Imawan Ganis Nurahmandani Tiara Rosalia Nuraidah Elyzabeth Purwaningtyas Yulia Yosephine Susanto Renna Suwarno                            |
| Gemischte Mannschaft | Volksrepublik China Cai Ruiqing Chen Zhoufu Huang Yuxiang Li Gen Liu Cheng Liu Kai Song Ziwei Wang Tianyang Bao Yixin Deng Xuan Ou Dongni Suo Di Tang Jinhua Wang Yini Xia Huan Xiao Ting | Malaysia Nelson Heg Wei Keat Lim Yu Sheng Loh Wei Sheng Ow Yao Han Tan Wee Tat Teo Ee Yi Yew Hong Kheng Zulfadli Zulkiffli Sonia Cheah Su Ya Chow Mei Kuan Lai Pei Jing Shevon Jamie Lai Lee Meng Yean Lim Yin Fun Ng Sin Er Yang Li Lian | Thailand Wannawat Ampunsuwan Akrawin Apisuk Inkarat Apisuk Nathapon Chokdeepanich Tinn Isriyanet Pisit Poodchalat Parinyawat Thongnuam Boonyakorn Thumpanichwong Ratchanok Intanon Chonthicha Kititharakul Lam Narissapat Nittayaporn Nipatsant Maetenee Phattanaphitoon Rassanan Phetmaneelumkha Sapsiree Taerattanachai Wangpaiboonkit Pijitjan |

## Teams

### Gruppe A
| Platz | Team                | Pld | W | L | MF | MA | MD  | GF | GA | GD  | PF  | PA  | PD   | Pts | Qualifikation |  | CHN | SIN | KAZ |
| ----- | ------------------- | --- | - | - | -- | -- | --- | -- | -- | --- | --- | --- | ---- | --- | ------------- |  | --- | --- | --- |
| 1     | Volksrepublik China | 2   | 2 | 0 | 10 | 0  | +10 | 20 | 1  | +19 | 442 | 207 | +235 | 2   | Q             |  | —   | 5–0 | 5–0 |
| 2     | Singapur            | 2   | 1 | 1 | 5  | 5  | 0   | 11 | 11 | 0   | 363 | 364 | −1   | 1   |               |  |     | —   | 5–0 |
| 3     | Kasachstan          | 2   | 0 | 2 | 0  | 10 | −10 | 1  | 20 | −19 | 204 | 438 | −234 | 0   |               |  |     | —   |     |

### Gruppe B
| Platz | Team         | Pld | W | L | MF | MA | MD  | GF | GA | GD  | PF  | PA  | PD   | Pts | Qualifikation |  | MAS | HKG | UZB |
| ----- | ------------ | --- | - | - | -- | -- | --- | -- | -- | --- | --- | --- | ---- | --- | ------------- |  | --- | --- | --- |
| 1     | Malaysia (H) | 2   | 2 | 0 | 10 | 0  | +10 | 20 | 2  | +18 | 462 | 241 | +221 | 2   | Q             |  | —   | 5–0 | 5–0 |
| 2     | Hongkong     | 2   | 1 | 1 | 5  | 5  | 0   | 12 | 10 | +2  | 388 | 318 | +70  | 1   |               |  |     | —   | 5–0 |
| 3     | Usbekistan   | 2   | 0 | 2 | 0  | 10 | −10 | 0  | 20 | −20 | 129 | 420 | −291 | 0   |               |  |     | —   |     |

### Gruppe C
| Platz | Team        | Pld | W | L | MF | MA | MD  | GF | GA | GD  | PF  | PA  | PD   | Pts | Qualifikation |  | THA | PHI | SRI |
| ----- | ----------- | --- | - | - | -- | -- | --- | -- | -- | --- | --- | --- | ---- | --- | ------------- |  | --- | --- | --- |
| 1     | Thailand    | 2   | 2 | 0 | 10 | 0  | +10 | 20 | 1  | +19 | 433 | 275 | +158 | 2   | Q             |  | —   | 5–0 | 5–0 |
| 2     | Philippinen | 2   | 1 | 1 | 3  | 7  | −4  | 8  | 14 | −6  | 330 | 409 | −79  | 1   |               |  |     | —   | 3–2 |
| 3     | Sri Lanka   | 2   | 0 | 2 | 2  | 8  | −6  | 5  | 18 | −13 | 341 | 420 | −79  | 0   |               |  |     | —   |     |

### Gruppe D
| Platz | Team              | Pld | W | L | MF | MA | MD  | GF | GA | GD  | PF  | PA  | PD   | Pts | Qualifikation |  | KOR | TPE | MDV |
| ----- | ----------------- | --- | - | - | -- | -- | --- | -- | -- | --- | --- | --- | ---- | --- | ------------- |  | --- | --- | --- |
| 1     | Südkorea          | 2   | 2 | 0 | 8  | 2  | +6  | 17 | 4  | +13 | 419 | 220 | +199 | 2   | Q             |  | —   | 3–2 | 5–0 |
| 2     | Chinesisch Taipeh | 2   | 1 | 1 | 7  | 3  | +4  | 14 | 7  | +7  | 399 | 238 | +161 | 1   |               |  |     | —   | 5–0 |
| 3     | Malediven         | 2   | 0 | 2 | 0  | 10 | −10 | 0  | 20 | −20 | 60  | 420 | −360 | 0   |               |  |     | —   |     |

### Gruppe E
| Platz | Team       | Pld | W | L | MF | MA | MD  | GF | GA | GD  | PF  | PA  | PD   | Pts | Qualifikation |  | INA | VIE | MGL |
| ----- | ---------- | --- | - | - | -- | -- | --- | -- | -- | --- | --- | --- | ---- | --- | ------------- |  | --- | --- | --- |
| 1     | Indonesien | 2   | 2 | 0 | 10 | 0  | +10 | 20 | 1  | +19 | 436 | 189 | +247 | 2   | Q             |  | —   | 5–0 | 5–0 |
| 2     | Vietnam    | 2   | 1 | 1 | 5  | 5  | 0   | 11 | 10 | +1  | 360 | 267 | +93  | 1   |               |  |     | —   | 5–0 |
| 3     | Mongolei   | 2   | 0 | 2 | 0  | 10 | −10 | 0  | 20 | −20 | 80  | 420 | −340 | 0   |               |  |     | —   |     |

### Gruppe F
| Platz | Team       | Pld | W | L | MF | MA | MD  | GF | GA | GD  | PF  | PA  | PD   | Pts | Qualifikation |  | IND | JPN | CAM |
| ----- | ---------- | --- | - | - | -- | -- | --- | -- | -- | --- | --- | --- | ---- | --- | ------------- |  | --- | --- | --- |
| 1     | Indien     | 2   | 2 | 0 | 8  | 2  | +6  | 16 | 6  | +10 | 441 | 250 | +191 | 2   | Q             |  | —   | 3–2 | 5–0 |
| 2     | Japan      | 2   | 1 | 1 | 7  | 3  | +4  | 16 | 6  | +10 | 416 | 280 | +136 | 1   |               |  |     | —   | 5–0 |
| 3     | Kambodscha | 2   | 0 | 2 | 0  | 10 | −10 | 0  | 20 | −20 | 93  | 420 | −327 | 0   |               |  |     | —   |     |

## Medaillenspiegel
| Pos. | Land                | Gold | Silber | Bronze | Total |
| ---- | ------------------- | ---- | ------ | ------ | ----- |
| 1    | Volksrepublik China | 5    | 1      | 2      | 8     |
| 2    | Südkorea            | 1    | 0      | 0      | 1     |
| 3    | Malaysia            | 0    | 4      | 3      | 7     |
| 4    | Thailand            | 0    | 1      | 3      | 4     |
| 5    | Indonesien          | 0    | 0      | 4      | 4     |